# 양주 (술)
양주(洋酒)는 서양식으로 제조한 술이다.

## 종류
원료에 따른 구분
- 위스키 : 보리를 주재료로 제조한다.
- 브랜디 : 포도를 주재료로 제조한다.
- 사과 브랜디 : 사과를 주재료로 제조한다.
- 럼주 : 사탕수수를 주재료로 제조한다.
- 보드카 : 밀, 보리, 호밀을 주재료로 제조한다.
- 진 : 호밀의 몰트(malt)를 주재료로 제조한다.

증류법에 따른 구분
- 포트스틸(단식 증류기)에 의한 재래식 방법 : 증류가 불완전하기 때문에 알코올 이외의 성분을 섞어 원료의 독특한 맛을 살린 술을 만든다.
- 페이턴트스틸(연속식 증류기)로 알코올을 증류하는 방법 : 95도 정도의 순수에 가까운 알코올을 유출하기 때문에 여기에다 향미를 첨가하여 만드는데, 물을 타서 묽게 하여 마시기도 한다.

## 시중에 판매되는 양주
앱솔루트
스웨덴 산의 소맥 보드카. 주명은 “궁극의 순수한”이라는 뜻. 현재 비보로바나 익스트라 지토니아 등의 보드카와 판매량을 다투는 빅 보드카이다. 스웨덴에서는 종래 4곳의 증류소에서 보드카나 아쿠아비트를 제조하고, 판매는 주류전매공사가 행하고 있었는데, 사진의 보드카는 현재 아브솔트 사라는 민영 기업이 판매하고 있다. 이 보드카는 라르프 올슨 스미스라는 사람이 1879에 오프스 증류소에서 생산한 것. 동 증류소는 19세기 후반에 연속식 증류기를 도입했는데, 그 때에 만들어진 것이 아래 관련이미지 중 세 번째 사진의 보드카이다. 향이 감미롭게 피어오르며, 알코올의 자극이 부드럽고, 뒷맛도 약간의 감미를 느낄 수 있다. 시트론은 레몬, 그레이프 프르츠, 맨더린 오렌지, 라임의 방향을 첨가한 상쾌한 맛. 페퍼는 하라페뇨, 그린 페퍼의 매운 맛과 향을 넣은 것. 카랑트는 천연 카시스의 향의 성분을 배합한 것이다.
임페리얼
6년 숙성인 스탠더드 위스키가 시장을 지배하던 1994년, 국내 최초로 12년산 프리미엄 위스키로 첫 선을 보인 임페리얼은 명실상부한 국내 최고의 위스키이다. 한국인의 음용 습관을 고려한 블렌딩으로 한국인이 선호하는 맛과 향을 지니고 있다. 또한 임페리얼은 위조주로부터 소비자를 보호하기 위하여 국내 최초의 위조주 방지 장치인 ‘키퍼 캡’, ‘키퍼 마크’를 선보였으며, 한 단계 업그레이드한 ‘OK마크’에 이어 세계 최초 3중 위조 방지 장치인 트리플 키퍼를 장착하여 그 성공 신화를 계속 이어가고 있다. 임페리얼 17년은 다른 브랜드와는 격이 다른 슈퍼 프리미엄 위스키이다. 최소 17년 이상 숙성된 최상의 원액만 사용하며, 세계 최초로 450ml 용량을 출시하면서도 정통성, 부드러움, 신뢰성을 표방하고 있다.
봄베이
제조원은 잉글랜드 북서부에 있는데, 사진의 제품은 런던 드라이진의 범주에 들어간다. 라벨에 1761년의 처방에 따라서 만들어진다고 쓰여있다. 단, 현재처럼 프리미엄 진으로서 부활한 것은 1950년이다. 허브향이 진하며, 미국에서 많은 호평을 받게 되었다. 모로코산 코리앙더, 색슨의 안제리카, 이탈리아의 올리스, 독일의 쥬니퍼베리, 영국산 리콜리스, 스페인산 레몬 껍질, 인도지나의 아몬드, 카시아를 향으로 사용하고 있다. 그것이 알코올에 녹아 들어서 상쾌하며 깨끗한 맛의 진이 탄생한다.
스미노프
미국의 주류기업인 휴브라이 사 제품. 현재 보드카로서는 세계 No.1의 판매량을 자랑하는 제품이다. 스미노프 보드카라는 브랜드는 1818년, 피에르 스미노프가 발표한 것에서 시작되었다. 그러나, 러시아 혁명에 의해서 그의 자손인 우라지밀 스미노프가 파리로 망명해서, 작은 공장에서 망명 러시아인을 위해서 보드카를 만들게 되었다. 이것이 서구에 보드카가 알려진 계기이다. 1933년, 러시아 출생의 미국인 R. 크넷트가 파리를 방문하여 스미노프 보드카의 미국, 캐나다에서의 제조권을 사서 미국으로 돌아왔다. 이를 다시 휴브라인 사가 매수해서 1939년부터 미국산 스미노프 보드카를 발매하기 시작했다. 스미노프 40˚, 50˚은 활성탄 여과에 의한 깨끗한 맛이 특징. 시트래스 트위스트는 스미노프 최초의 플레이버드 보드카. 천연 레몬향과 천연 라임 엑기스를 배합. 블랙은 원료에 100% 러시아 산 그레인을 사용하며, 모스크바에서 제조된 보드카.
발렌타인
밸런타인 사의 전신은 1827년에 죠지 밸런타인이 에든버러에서 창업한 식료품점. 1867년에 아들과 함께 죠지 밸런타인 & 선 사로 개조해서 스카치 위스키업계에 진출했다. 1872년에는 아들인 죠지 밸런타인 쥬니어가 글래스고 시에 지점을 개설. 블렌디드 위스키사업에 정열을 쏟아서 오늘날 밸런타인의 기초를 구축했다. 1919년, 밸런타인 사의 경영권은 버클레이 & 맥킨레이 상회의 손에 들어가 밸런타인 일족의 손을 떠났는데, 이 후 창업자에 대한 경의의 표시로 상표명을 “발레타인”으로 하고 회사명도 그대로 남겼다. 1936년, 동 사는 캐나다의 하이램 워커 사가 취득하게 되고, 1987년 이후에는 알라이드 도메크 산하에 들어갔다. 동 사의 몰트 증류소는 북쪽으로는 오크니섬의 스캐퍼에서 하이랜드 지방의 글렌드로너크, 스페이사이드의 밀톤더프나 토모어, 또한 아일러섬의 러프로이그 등 전부 10여 곳에 이른다. 또한 댐버톤 증류소에서는 글렌 위스키를 증류하고 있다. 밸런타인 파이네스트는 스탠더드 스카치의 베스트셀러. 스코틀랜드 전역에서 40여종의 몰트를 수집해서 균형있게 조합해서 만든 스카치. 훈제향과 오크통의 향이 은은하게 녹아있다. 골드 실 익스트라는 보다 잘 숙성된 몰트를 음미해서 사용한 미들 클래스 스카치. 골드 실 12년 산은 숙성감이 넘치는 프리미엄 스카치. 로열 블루 12년 산은 마스터 블렌더와 로버트 힉스가 25년 간의 경험을 살려서 제조한 신제품. 약 50종의 몰트 원액을 사용. '95년 IWSC(국제주류컴퍼넌스)에서 베스트 블렌디드 위스키 상을 수상했다. 파운더즈(“창업자”라는 뜻)는 죠지 발란타인의 창업 년도를 기록한 고급품. 30년 된 원액을 비롯해서, 충분히 숙성시킨 몰트를 듬뿍 사용하고 있다. 17년 산은 중후한 향기와 강한 맛을 가지면서도, 풍부한 풍만감을 느끼게 하는 부드러운 맛이 특징이다. 30년 산은 “스카치의 최고봉”으로 정평이 나 있는 주옥의 고주(古酒). 30년의 세월이 갈고닦은 위스키 숙성의 극치의 맛을 즐길 수 있다. 년간 총 생산량이 2500 케이스로 한정된 한정품.
말리부
말리부 럼 (Malibu Rum)은 바베이도스에서 생산되는 천연 코코넛 추출물로 만드는 럼이다.알코올 함량은 21.0%이며, 브랜드는 페르노리카가 소유하고 있다. 역사 말리부는 원래 퀴라소에서 럼과 코코넛의 풍미가 더해진 과일 증류주로 만들었다.
잭 다니엘스
증류소는 1868년에 약관 20세의 잭 다니엘이 테네시주 린치버그에 건설했다. 미국 최초의 정부등록 증류소이다. 위스키는 증류 직후 3m이상의 목탄층으로 한 방울 한 방울 여과하는 챠콜 멜로윙이라는 공정을 거치면서 제조되기 때문에, 부드러운 맛과 원숙함이 탄생한다. 블랙은 바닐라, 아몬드, 캐러멜 향이 나며, 순하다. 깔끔한 뒷 맛을 느낄 수 있다. 젠틀맨 잭은 증류 원액을 통에 넣기 전과 숙성 종료 시, 2회 목탄층으로 여과한다. 따라서 부드럽고 순한 맛이 탄생한다. 부드러우면서도 감미로움이 느껴지는 풍부한 맛은 코냑이나 몰트 위스키와 통하는 맛이라고 할 수 있다. 마스터 디스틸러는 과거 잭 다니엘이 친한 친구에게만 맛을 보였다는 유래를 가진 초 프리미엄 위스키. 지하실의 특별한 장소에서 숙성시켜 깊고 고급스러운 맛으로 정제된 원액을 제품화한 것으로, 온화한 맛을 즐길 수 있다. 싱글 바렐은 증류소의 저장고에서 색, 향, 맛이 최량의 상태인 숙성통을 선정, 다른 통의 원액을 섞지 않고 수작업으로 병에 넣은 것. 강렬한 맛을 지녀 최고급 궐련에 비유되는 술.
예거 마이스터
마스트 예거마이스터사는 1878년 빌헬름 마스트(Wilhelm Mast)가 설립했다. 1934년 빌헬름의 아들 쿨트 마스트(Cult Mast)가 허브, 과일, 뿌리 등 56가지의 재료로 만든 리큐어를 개발하여 1935년에 '예거마이스터'란 이름으로  출시했다. 오래 된 천식, 위장병 등을 치료할 약용 리큐어로 개발되어 비터스(Bitters)와 비슷하지만 쓴 맛의 비터스와는 달리 달콤한 맛을 가졌다. 독일에서는 아직도 이 술을 가정 상비약으로 구비해 놓은 집들이 많다.
조니 워커
존 워커 사는 1820년에 창업되었다. 에어셔 출신인 존 워커가 키르마노크의 잡화점을 매수하고, 이때부터 주류 소매업도 시작했다. 1880년, 아들인 알렉산더는 런던에 사무실을 열고, 자가 명의의 스카치 판매량을 크게 늘렸다. 당시의 브랜드명은 국내용이 워커즈 키르마노크 위스키, 수출용이 올드 하이랜드였다. 그것이 지금의 조니 워커로 바뀐 것은 1908년이다. 이때 적 라벨, 흑 라벨의 두 가지 제품이 탄생했다. 이와 같이 탄생한 실크 모자에 빨간 코트를 입은 신사 마크는 1996년에 현대적 디자인으로 변경되었다. 현재의 위스키는 스페이사이드의 카듀, 모트랙, 스카이섬의 타리스카 등의 몰트를 중심으로 약 40종의 몰트, 그레인을 배합해서 제조된다. 적 라벨은 스카치의 톱 셀링 브랜드. 하이랜드 타입의 풍부한 향과 감칠맛이 느껴지는 것이 특징. 흑 라벨은 12년 이상 숙성한 몰트를 배합한 딜럭스 품. 매끄러우며 순하다. 골드 라벨은 1996년에 18년 숙성한 몰트 원액을 배합한 슈퍼 프리미엄 제품으로 다시 태어났다. 스윙은 중후한 몰트를 듬뿍 배합한 고급품. 배가 흔들려도 넘어지지 않도록 특수하게 설계된 병에 들어 있다.
바카디
증류주 중에서 세계 최대의 출하량을 자랑하는 빅 브랜드. 동 사의 창시자는 스페인, 카타로니아 출신의 돈 패큰드 바카디. 그는 1830년, 스페인에서 쿠바로 건너가서 1862년에 럼 제조에 종사했다. 당시의 럼이 조잡한 제법에 의해 자극이 강한 풍미를 가지고 있는 것에 만족하지 않았던 바카디는 불순물을 제거한 순하며 무색의 라이트 럼을 만드는 것에 성공했다. 그 후, 이 제품은 라이트 럼의 대명사적인 존재가 되었다. 카스트로의 혁명에 의해서 1960년, 큐버증류소는 모두 국영화되었는데, 그 이전에 멕시코와 프에르트 리코에 진출 기반을 닦은 동 사는 국외로 생산의 거점을 옮겨서 럼을 계속 제조했다. 현재는 영국령 버무더나 바하마, 프에르트, 리코를 본거로 하며, 세계 여러 곳에 증류소를가지고 있다. 사진의 제품은 모두 증류 후 챠콜로 여과하고 오크 통으로 숙성시킨 럼. 셀렉트는 숙성 후에 고급 원액만을 엄선해서 배합한 것. 풍부한 풍미와 맛을 가진다.

## 양주 마시는 법
칵테일
음료용어로 “Old Fashioned Glass에 얼음과 필요한 재료만 넣고 만드는 Cocktail”을 말한다.
온 더 락
On the Rock은 “바위 위에”라는 뜻인데, Glass에 얼음을 2~3개 넣어 그 위에 술을 따르면 마치 바위에 따르는 것처럼 보인다는 표현이다. 하지만 고급양주(대표적으로 조니워커 블루와 발렌타인 30년산)를 온 더 락으로 먹기에는 아쉬운 느낌이 있다. 잠시동만 방치시(?) 얼음이 녹아 맛이 희석되기 마련이다.
스트레이트
Straight는 “순수한, 물 타지 않은”이란 뜻이다. 말 그대로 물, 얼음을 넣지 않고 그냥 마시는 것이란 뜻이다. 주점에서 주문시 일반적으로 60ml정도(소주잔(50ml)보다 양이 약간 많고 길쭉한 잔에)를 받을 수 있다.

## 칵테일 종류
준벅
준 벅(June Bug)이란 ‘6월의 벌레’라는 의미로, 초록의 싱그러운 색깔이 그야말로 여름벌레를 연상시킨다. 벌들이 향기에 매료되어 꽃을 찾아다니듯, 여름날 초록의 상쾌한 색감 그리고 멜론과 코코넛의 달콤한 향기가 가득해 알코올조차 잘 느껴지지 않아 특히 여성들이 많이 찾는 칵테일 중 하나다.
미도리 샤워
사워(Sour)는 ‘신’, ‘시큼한’의 의미인데, 미도리 사워는 증류주에 산미와 단맛을 더해 만든 칵테일로 나라에 따라 소다수의 용량에 차이가 있다. 소다수를 사용하지 않는 경우와, 레몬 주스와 설탕을 사용하여 새콤달콤한 맛을 내며 청량감을 주는 경우도 있다. 다양한 증류주나 리큐어를 사용하여 여러 가지 사워 칵테일을 만들 수 있다.
롱 아일랜드 아이스 티
1980년대 초 미국 서해안에서 탄생했다는 설과 미국 뉴욕주 남동부의 섬, 롱 아일랜드에 있는 ‘오크 비치 인’의 바텐더 로버트 버트에 의해 창작된 칵테일이라는 설이 있다. 홍차류를 사용하지 않고 홍차의 맛과 색을 표현한 ‘마법의 칵테일’로 불리는 이 칵테일은 스피릿(Spirits)을 많이 사용하지만 마실 때 부드러움 뒤에 강한 알코올 도수가 숨어 있어 일명 ‘칵테일의 폭탄주’라 불리기도 한다. 애주가라면 한 번쯤은 맛보았을 칵테일이다. 롱 아일랜드 아이스 티의 레시피는 세계적으로 표준화되어 있지만, 현재는 변화를 주어 다양한 칵테일이 만들어지고 있다. 5가지 술이 들어가지만 일부에서는 테킬라의 강한 알코올 향 때문에 넣지 않는 경우도 있다. 정확한 레시피보다는 본인의 취향에 맞게 조절하여 만들어보는 것도 좋다.
애플 마티니
애플 마티니는 코스모폴리탄과 함께 미국의 인기 드라마 〈섹스 앤 더 시티(Sex and the City)〉에 자주 등장해 우리에게 친숙한 이름이다. 다양한 레시피가 있지만 집에서도 손쉽게 만들 수 있는 재료를 소개하려고 한다. 사과 향이 풍부한 스미노프 그린애플 보드카와 달콤한 스위트 & 사워 믹스가 더해져 첫 느낌의 신선함과 입속의 달콤함이 사람에게 친숙하게 다가가 인기가 좋은 칵테일이다.
블랙 러시안
달콤한 커피의 풍미가 특징인 이 칵테일은 식후 음료로도 그만이다. 공산주의의 맹주였던 구소련이 암흑의 세계로서 철의 장벽으로 막혀 있던 시절, 아무도 항거할 수 없었던 케이지비(KGB)의 횡포에 저항하겠다는 의미가 담긴 칵테일이기도 하다. 블랙 러시안이라는 이름은 러시아를 대표하는 보드카를 사용한다는 것과 색이 검정인 것에서 유래하였다. 커피 리큐어의 단맛이 독한 보드카를 부드럽게 하여, 알코올 함량이 높은데도 불구하고 감칠맛이 좋은 인상적인 칵테일이다.
모히토
모히토의 오리지널 베이스는 럼이다. 럼은 사탕수수를 주원료로 하는 술로, 제당산업이 번창했던 카리브해의 서인도제도 및 바하마제도에서 만들어지기 시작했다. 뱃사람들이 즐겨 마셨다고 하여 ‘해적의 술’이라고 부르기도 하는데, 당시에는 설탕을 정제하고 남은 당밀로 만들어서 가장 값싸고 서민적인 술 중의 하나였다고 한다. 작가 어니스트 헤밍웨이가 사랑한 칵테일 모히토는, 헤밍웨이가 “나의 모히토는 라 보데기타 델 메디오(La Bodeguita del Medio)에 있다”라는 말을 남겨 더욱 유명해졌는데, 이곳은 이제 여행객들이 찾는 유명지가 됐다. 민트와 신선한 라임이 어우러져 더운 여름철에 한잔 마시면 갈증이 해소되는 모히토는 최근 다양한 종류로 만들어지는데, 좋아하는 과일과 다양한 민트를 이용해 자신만의 모히토를 만들어보는 것도 좋겠다.

## 식후의 양주
식후의 양주는 대개 옮겨서 커피나 홍차를 마시는 동안에 서브된다. 이때에는 코냑(Cognac)이나 리큐어(Liqueur)가 적당하다. 코냑은 츄립형의 브랜디 스니프터잔을 사용하며 그 표준 용량은 3분의 1리커가 들어갈 수 있는 크기의 것이 좋다. 이 잔으로 코냑을 들 때는 손바닥으로 이것을 따뜻하게 해서 마시는 것이 그 향과 맛을 즐길 수 있다.

## 양주의 가격
양주의 가격은 천차만별이다. 종류에 따라 다르고 어디서 사는지에 따라 다르다. 시중에서 흔히 볼 수 있는 앱솔루트, 스미노프, 예거마이스터는 3~5만원 가격대이고 위스키인 경우 잭다니엘, 조니워커, 글랜피딕, 맥캘란, 발렌타인 등이 존재한다. 가장 인기 있는 잭다니엘 기본 제품은 바틀(700ml~750ml)에 3.5만원 조니워커블랙 4만원, 조니워커 블루 30만원, 발렌타인 30년산 같은 경우는 120만원대이다. 하지만 주로 해외로 여행을 갔다 올 때 면세로 사는 것이 대부분이다. (조니워커 블루 19만원, 발렌타인 30년산은 면세점에서 43만원이다.) 그리고 클럽이나, 술집, pub, bar 같은 곳에서는 시중가 보다 적게는 1.5배 많게는 2.5배 가량의 가격으로 판다.(bar에서는 조니워커 블루는 50만원, 발렌타인 30년산은 150만원이다. 클럽에서는 대략적으로 30~100만원 붙이면 된다. 클럽의 수준마다 가격상승률도 다르다.)
xx년산 이라고 하는 표기는 잘못 된 점이다 예를 들어 30년산 이라고 하면 진짜 30년도에 제조되어 약 2000년 역사를 함께한 위스키가 된다 사실 위스키는 법률상 블렌디드 같은 경우 여러 가지 위스키를 섞는데 그 중 가장 년수가 작은 위스키의 년도를 책정한다. 앞으론 발렌타인 30년 이라고 부르자

## 칵테일의 가격
최근에 칵테일이 인기가 되어 bar를 찾는 젊은이들이 많이 생겼다. 칵테일은 대부분 한잔에 6000원 ~ 13000원 가량이다. 신촌, 홍대와 같은 젊음의 거리에 잇는 bar에서는 '칵테일 무한리필'로 여자는 15,000원 남자는 20,000원을 받는다. 하지만 bar에서 타주는 칵테일에 원액이 얼만큼 들어가는지 모르기 때문에 주의하자.